# Mártir de Cuilapán
Mártir de Cuilapán è un comune del Messico, situato nello stato di Guerrero.